# Урсицин Сансский
Урсицин (лат. Ursicinus; умер в 387 году) — святой епископ Санса с 356 года. День памяти — 5 ноября.

## Биография
Святой Урсицин был епископом Санса с 356 по 387 год. Он был поставлен епископом во времена императора Констанция II (337—361), защитника арианства и враждебного Никейскому собору. Христианский культ вышел из подполья уже сорок лет, и Санс и его окрестности приветствовали растущую общину. Однако император осудил на соборе в Безье в 356 году положение святого Афанасия, защитника Никейской веры. Только три епископа Галлии осмелились выступить против императора во главе со святым Иларием. Урсицин был третьим. Он тоже обречён на изгнание на Восток.
На Востоке он обнаруживает монашеское правило святого Василия (329—379). По возвращении в Санс он основал в соответствии с этим правилом монастырь Святых Гервасия и Протасия (Saint-Gervais-et-Saint-Protais) за пределами города. В то же время святой Мартин Турский основал Мармутье. Короткое правление Юлиана (361—363), прервавшее имперскую поддержку христианства, заставило христианские общины пережить трудный период, но не доходивший до непосредственного преследования.
Феодосий I Великий своим эдиктом 380 года в конечном счете устанавливает государственный характер христианского вероисповедания. После 375 года Санс был окружён крепостными стенами для защиты от варваров и стал местной столицей.
Апостол провинции, святой Урсицин был похоронен в 387 году в своем монастыре Святых Гервасия и Протасия. Его мощи были перенесены в 876 году в базилику монастыря Святого Петра, чтобы защитить их от нашествий. Сегодня они почивают в сокровищнице собора Санса.
В настоящее время святой Урсицин поминается на местном уровне 5 ноября, вместе с остальными двадцатью одним епископом Санса.